# Valerianus I
Publius Licinius Valerianus, bekend als Valerianus I, (ca. 200 - na 260) was Romeins keizer van 253 tot 260. In de nasleep van de slag bij Edessa werd hij gevangengenomen door de Perzische koning Sjapoer I. Valerianus I was de enige Romeinse keizer in de geschiedenis die krijgsgevangen werd gemaakt. Zijn gevangenneming leidde tot grote instabiliteit in het Romeinse Rijk.

## Afkomst
In tegenstelling tot vele andere kandidaten voor het keizerschap tijdens de crisis van de derde eeuw was Valerianus afkomstig uit een adellijke en traditionele senatoriale familie. Hij werd waarschijnlijk iets voor het jaar 200 geboren. Er zijn weinig details van zijn vroege leven bekend, maar hij was getrouwd met Egnatia Mariniana, die hem twee zonen schonk, de latere keizer, Publius Licinius Egnatius Gallienus en Valerianus Minor.
Ofwel werd hij in 238 voor het eerst tot consul suffectus benoemd ofwel werd hij in het jaar 238 tot consul ordinarius verkozen. In 238 was hij princeps senatus. In die hoedanigheid onderhandelde hij met Gordianus I over diens verzoek om senatoriale erkenning te verkrijgen voor diens aanspraak op de keizerstroon. Toen Decius in 251 het censorschap nieuw leven inblies door deze functie met zo grote wetgevende en uitvoerende macht uit te rusten dat het in de burgerlijke sfeer bijna net zo'n verstrekkende functie was als het keizerschap zelf, werd Valerianus door de Senaat tot censor verkozen. Hij weigerde echter deze post te aanvaarden.

## Gouverneur van Noricum en Raetia
Onder Decius werd hij vervolgens benoemd tot gouverneur van Noricum en Raetia (ruwweg het huidige Oostenrijk en Zwitserland). Ook onder keizer Trebonianus Gallus bleef hij deze functie bekleden. In 253 vroeg Trebonianus Gallus om versterkingen om een opstand van Aemilianus neer te slaan. Valerianus trok met zijn troepen de Alpen over naar Italia, maar hij was te laat: Trebonianus Gallus was reeds door zijn eigen troepen vermoord. Dezen sloten zich vervolgens bij Aemilianus aan. Als een reactie hierop riepen zijn Raetische soldaten vervolgens Valerianus tot keizer uit. Zij zetten een mars op Rome in. Aemilianus' legioenen waren nu in de minderheid. Toen zij zich dit realiseerden liepen zij over naar Valerianus na eerst Aemilianus gedood te hebben. In Rome erkende de Senaat Valerianus zeer snel, niet alleen uit angst voor represailles, maar vooral omdat hij uit hun eigen midden afkomstig was.

## Keizerschap
De eerste daad van Valerianus als keizer was het op 22 oktober 253 verheffen van zijn zoon Gallienus tot medekeizer. In het begin van zijn regering gingen de zaken in Europa van kwaad tot erger. Het gehele Westelijke rijk verviel tot wanorde. In het Oosten was Antiochië in 253 in handen gevallen van een Sassanidische vazal van Sjapoer I en werd Armenië door Sjapoer I zelf bezet. Onder de druk van de omstandigheden deelde Valerianus het Romeinse Rijk tussen zijn zoon Gallienus en zichzelf. Gallienus nam het westen voor zijn rekening, terwijl Valerianus in het oosten de Perzische dreiging het hoofd poogde te bieden.
In 254, 255, en 257 was Valerianus consul ordinarius. Tegen het jaar 257 had hij Antiochië en de provincie Syrië weer onder Romeinse controle kunnen brengen. Het volgende jaar, in 258, verwoestten de Goten de noordelijke kuststreek van Klein-Azië. Valerianus stuurde het leger er wel op af, maar keerde zelf terug naar Antiochië, om van daaruit de strijd in het Oosten te coördineren.
In 259 verplaatste Valerianus het hoofdkwartier van zijn leger naar Edessa. Een uitbraak van de pest doodde een groot aantal legionairs, waardoor de Romeinse positie in ernstige mate werd verzwakt. De Perzen konden Edessa belegeren. Waarschijnlijk in het begin van het jaar 260 werd Valerianus in de slag bij Edessa beslissend verslagen. Er werd een ontmoeting met de Perzische "koning der koningen" Sjapoer I gearrangeerd om een vredesregeling met de Perzen te sluiten. Deze wapenstilstand werd echter niet gerespecteerd. Tijdens de nasleep van een veldslag raakte Valerianus in gevangenschap van Sjapoer, die hem niet meer vrijlaten zou. In 260 of 264 overleed Valerianus in gevangenschap. Valerianus' gevangenneming leidde tot grote interne problemen bij de Romeinen. Deze kwamen met name tot uiting in een groot aantal usurpatiepogingen in de jaren 260.

## Christenvervolging
In de gangbare visie volgde Valerianus tijdens de Perzische campagne het voorbeeld van zijn voorganger Decius door een christenvervolging te organiseren. Deze was met name gericht tegen de christelijke Romeinse adel; op de weigering aan de Romeinse goden te offeren volgden verbanning, verbeurdverklaring van goederen en terechtstelling. Kerkvader Cyprianus van Carthago was een van de slachtoffers evenals de diaken Laurentius en (vermoedelijk) ook Saturninus van Toulouse. De vervolging, begonnen in 257, werd in 260 door Gallienus beëindigd.
In een andere visie had Valerianus aanvankelijk slechts een edict afgekondigd waarin hij de christenen hun bevoorrechte posities aan het keizerlijk hof ontnam, hen verdreef uit hun cultusplekken en mogelijk ook uit hun leefomgeving. Onder druk van de christenen vaardigde hij later een tolerantie-edict af, waarin hij het eerdere edict gedeeltelijk herriep. Nu mag de hoogste geestelijkheid het martyrium/martelaarschap weer aangaan op de wijze van de navolging van Christus, terwijl andere christenen slechts de weg van ballingschap mogen bewandelen, zoals Johannes van Patmos dat had gedaan.
Christelijke auteurs uit de periode na 260 schrijven met onverholen leedvermaak over het onheil dat de keizer na zijn nederlaag zou zijn overkomen. In het aan Lactantius toegeschreven werk 'De dood van de vervolgers' staat dat Valerianus door de Perzische koning als opstapje zou zijn gebruikt bij het bestijgen van zijn paard. Hij zou gedood zijn door hem gesmolten goud in de keel te gieten. Een andere versie verhaalt dat hij levend gevild zou zijn, waarna zijn huid met stro werd gevuld en als trofee tentoongesteld in het paleis. De historiciteit van dit verhaal wordt echter betwijfeld. De versie met het gesmolten goud lijkt overgenomen van een, vermoedelijk ook al apocrief, verhaal over de dood van Marcus Licinius Crassus Dives in de handen van de Parthen.